# Quân khu Nội Mông
Quân khu Nội Mông Cổ là một cựu quân khu. Thẩm quyền của quân khu là khu vực Nội Mông Cổ. Tư lệnh và chính ủy quân khu là Ulanhu, một người dân tộc Mông Cổ. Khi Cách mạng Văn hóa bắt đầu năm 1966, Ulanhu bị bắt và sau đó bị quản thúc tại gia ở Bắc Kinh, quân khu bị giải tán và trở thành một quân khu cấp tỉnh thuộc Quân khu Bắc Kinh. Trụ sở của quân khu là thủ phủ Hohhot. Lãnh đạo hiện nay
- Tư lệnh: Trịnh Truyền Phúc, Thiếu tướng
- Chính ủy: Ngô Hợp Xuân, Thiếu tướng